# 天空與望遠鏡雜誌
《天空與望遠鏡》雜誌（英文：Sky & Telescope，縮寫为S&T）是美國一本天文月刊，由小查尔斯·A·费德勒（Charles A. Federer Jr.）和海伦·斯宾塞·费德勒（Helen Spence Federer）联合创办于1941年11月，該雜誌的主要讀者群是天文愛好者，主要介紹業餘天文學領域的：
- 最近天文現象話題與世界各國太空任務介紹
- 業餘天文社團動態
- 天文儀器、書籍、電腦軟體介紹
- 業餘望遠鏡製作
- 天文攝影

該雜誌的文章讀者主要是讓業餘人士了解最近的天文發現，這些文章中經常會有專業天文學家參與討論。該雜誌以全彩印製介紹業餘和專業天文攝影者好的天文攝影景點以及列表舉出即將發生的天象。
天空與望遠鏡雜誌在1941年11月創刊；前身為兩本天文學雜誌"The Sky"（創刊於1935年）和"The Telescope"（創刊於1931年）。目前該雜誌是New Track Media旗下的Sky Publishing Corporation發行。
該雜誌在業餘望遠鏡製作知識的傳播有重要地位。1933年到1990年的專欄Gleanings for ATMs是介紹如何製作望遠鏡。
直到2009年6月30日的統計，該雜誌前六個月的平均發行量為82,938冊。其主要競爭對手，美國的《天文學》雜誌同期的平均發行量是 117,025冊。

## 外部連結
- 官方网站
- 天空與望遠鏡雜誌的X（前Twitter）
- 天空與望遠鏡雜誌的Facebook專頁
- 天空與望遠鏡雜誌的Instagram帳戶
- YouTube上的天空與望遠鏡雜誌頻道
- Gleanings for ATMs
- "Sky & Telescope" magazine history